# Mont Gargan
Der Mont Gargan, okzitanisch Puèg Gerjant, ist ein Gipfel des französischen Zentralmassivs. Er liegt am Westrand des Plateau de Millevaches zwischen den Gemeinden Saint-Gilles-les-Forêts und Surdoux im Département Haute-Vienne (Region Nouvelle-Aquitaine). Er ist integraler Bestandteil des Regionalen Naturparks Millevaches en Limousin im Limousin.

## Geographie

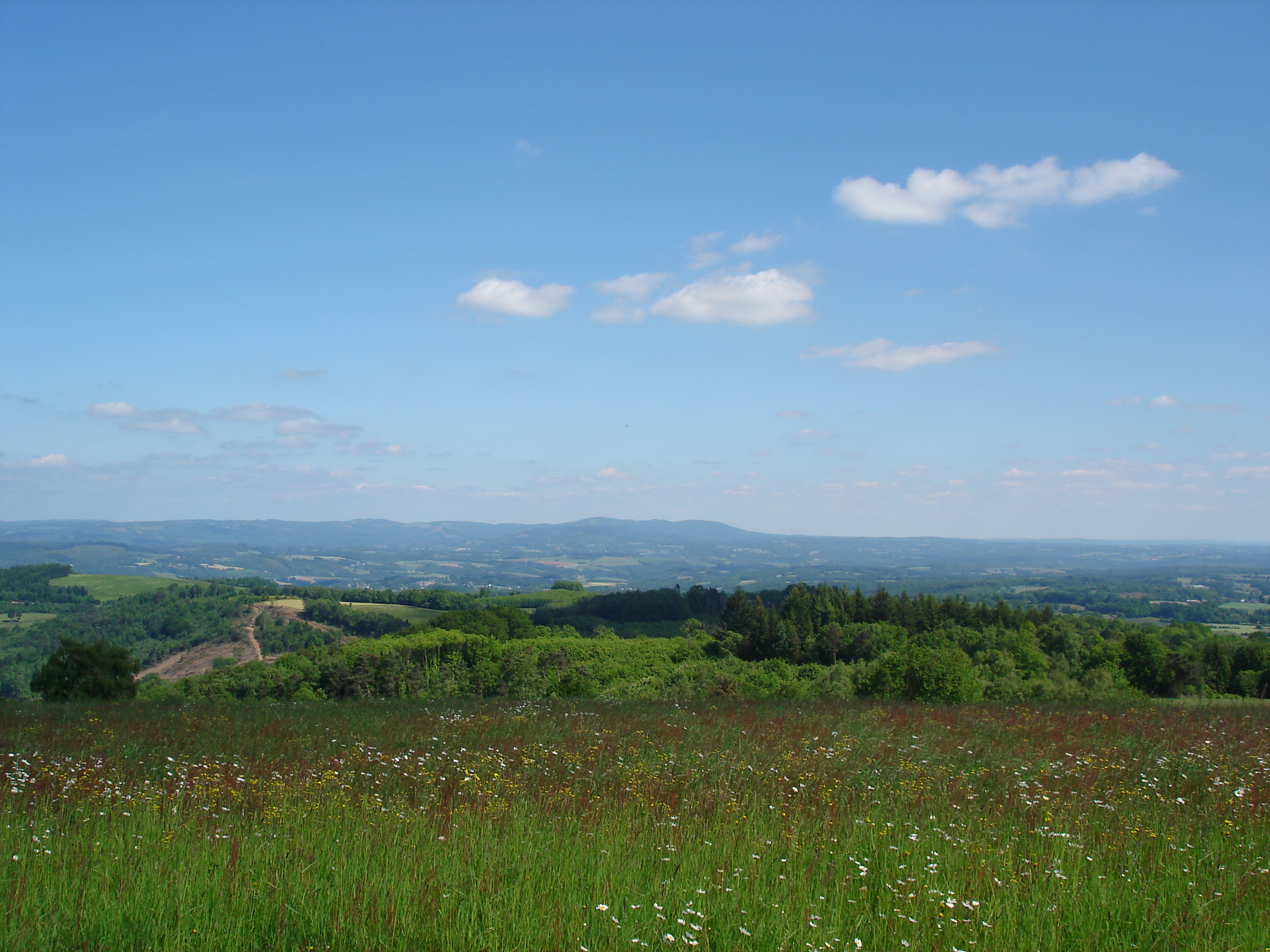
Blick vom Mont Gargan gen Süden auf das Massif des Monédières

Der Mont Gargan liegt 38 Kilometer südöstlich von Limoges (Luftlinie). Er erreicht eine Höhe von 731 Meter über dem Meer (auf älteren Karten auch 730 Meter).
Im weiteren Sinne wird mit Mont Gargan auch das gesamte, den Gipfel tragende Massiv bezeichnet. Es dominiert das westlich vorgelagerte Plateau du Limousin und die Monts de Fayat und kann als westlichster Ausläufer des Plateau de Millevaches angesehen werden. Bei gutem Wetter können vom Gipfel (mit Panoramaschautafeln) sämtliche Erhebungen des Limousins ausgemacht werden, darunter die Monts de Châlus, die Monts de Blond, die Monts d’Ambazac, das Plateau de Millevaches und das Massif des Monédières. Bei sehr klaren Sichtverhältnissen können sogar noch der Puy de Sancy und die Monts Dore erkannt werden. Nach Süden schweift der Blick sodann über die Causses du Quercy und die Hügel des Périgord noir.
In Büchern und auf Karten wird oft behauptet, der Mont Gargan sei der höchste Punkt im Département Haute-Vienne. Dies ist aber nicht richtig – diese Ehre wird vielmehr dem Puy Lagarde zuteil, der 25 Kilometer weiter nordöstlich liegt und bei Beaumont-du-Lac  etwas westlich des Lac du Vassivière eine Höhe von 795 Meter erreicht.

### Verkehrsanbindung

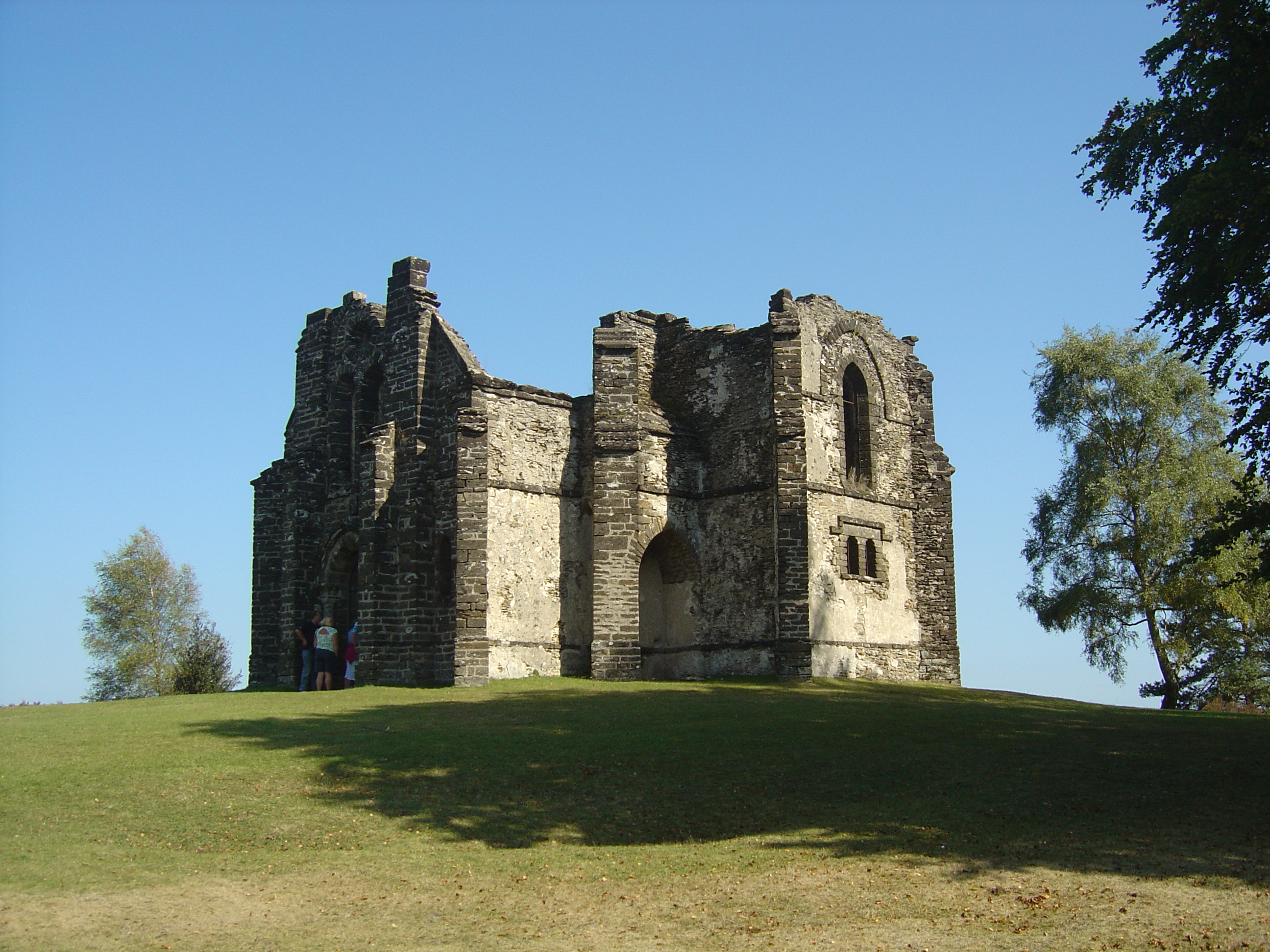
Zerstörte Kapelle auf dem Mont Gargan

Östlich des Mont Gargan verläuft die D 39 von Saint-Gilles-les-Forêts nach Surdoux. Von ihr zweigt eine buchenbestandene Allee ab, die direkt auf den Gipfel führt. Auf dem Gipfel steht die Ruine einer zwischen 1868 und 1871 erbauten Kapelle.

## Geologie
Der Mont Gargan liegt auf dem kristallinen Grundgebirge des nordwestlichen Massif Central. Er bildet Teil der parautochthonen Aufwölbung des Sussac-Doms. Dieser wird von der tektonisch am tiefsten liegenden Einheit des Limousins aufgebaut – der Parautochthonen Glimmerschiefereinheit. Die Glimmerschiefer streichen überwiegend in südöstlicher Richtung, können aber auch in die östliche bis nordöstliche Richtung eindrehen. Ihr Einfallen erfolgt generell nach Südwest, die Einfallswinkel schwanken jedoch zwischen 30 und 60 Grad. Strecklineare zeigen eine östliche bis südöstliche Richtung. Knapp 1 Kilometer weiter südlich werden bei Surdoux bereits die Paragneise der abgeschobenen Unteren Gneisdecke angetroffen.

## Ökologie
Der Gipfelbereich war einst vollständig von Heidekräutern und Ginstern bewachsen, die aber mittlerweile zum Teil einer Wiesenlandschaft weichen mussten. Die ursprüngliche Heide ist noch stellenweise erhalten und 80 Hektar sind als ökologisches Schutzgebiet (ZNIEFF des Typus 1) ausgewiesen.

## Geschichte
Ein Mahnmal erinnert auf dem Gipfel an die Schlacht am Mont Gargan am 24. Juli 1944, in der sich eine deutsche Division und hunderte von Untergrundkämpfern der Résistance unter dem Befehl von Georges Guingouin gegenüberstanden.